# Paratephritis unifasciata
Paratephritis unifasciata är en tvåvingeart som beskrevs av Chen 1938. Paratephritis unifasciata ingår i släktet Paratephritis och familjen borrflugor. Inga underarter finns listade i Catalogue of Life.